# 伊朗科學研究與技術部
伊朗科學研究與技術部是伊朗伊斯蘭共和國負責科學、研究及技術的政府部門。國營的伊朗大學由科學研究與技術部直接監管。

## 外部連結
- 官方网站

35°45′42.30″N 51°22′24.03″E / 35.7617500°N 51.3733417°E